# Luc Van Nevel
Luc Van Nevel (Gent, 28 januari 1947) is een Belgische ondernemer en onder meer voormalig president en CEO van de multinationale onderneming Samsonite.
In 1975 startte Van Nevel zijn carrière bij Samsonite, die hij daar pas eindigde met zijn pensioen in 2004. Op het einde van zijn loopbaan bij Samsonite kreeg hij het ereburgerschap van Oudenaarde.
Hij mocht diverse bekroningen en eerbetuigingen ontvangen.

## Samsonite
Hij is in Vlaanderen, België, Europa en de wereld vooral bekend door zijn diverse functies tot en met topfuncties bij de Samsonite, fabrikant van reiskoffers. Dit bedrijf heeft zijn Europees hoofdkwartier in Oudenaarde. 
De uitbouw van Samsonite Oudenaarde tot Europees hoofdkwartier en het bedrijf vaste voet aan de grond in Azië bezorgen, mogen tot zijn verdiensten gerekend worden. Het leverde hem in 1990 de titel van Manager van het Jaar op. 
In 1994 kwam Luc Van Nevel, die de titel van Officier in de Kroonorde mag opspelden, als voorzitter en gedelegeerd bestuurder aan de top in Samsonite. 
Op 3 maart 2004 gaat hij op pensioen, als CEO van bij Samsonite, en wordt er als Chief Executive Officer vervangen door Marcello Bottoli.

## De aanslagen van 11 september
De diverse aanslagen op 11 september 2001 hadden aan grote invloed op de reissector. Ook Samsonite, met toen Luc Van Nevel aan de leiding, droeg daar de gevolgen van.

## Andere functies
Naast zijn loopbaan bij Samsonite zetelt hij ook in de raden van bestuur van NV Elia, NV Picanol, NV Orbid en Laundry System Group. Voorts is hij ook lid van het comité van beheer van de Fortisbank. Ten slotte is hij voorzitter van het Bedrijvencentrum Vlaamse Ardennen, erevoorzitter van Fabrimetal Vlaanderen en gewezen ondervoorzitter van het Vlaams Economisch Verbond.
Na het overlijden in 2006 van Paul van Welden verloor de Oudenaardse Groep van Welden haar stichter en leider. Dit bedrijf is onafhankelijk distributeur van bank- en verzekeringsproducten en doet ook in vastgoed. In 2007 neemt Luc Van Nevel, toen zestig jaar, deze groep over. Zijn twee zonen en schoondochter worden directeur in de groep, en hijzelf wordt voorzitter van de Raad van Bestuur.

## Band met Oudenaarde
Luc Van Nevel woont in Leupegem.
Als Europees hoofdkwartier, productie-eenheid, assemblagefaciliteit en magazijn spelen de vesting van het multinationaal bedrijf Samsonite in Oudenaarde en haar bestuurders een grote rol in deze stad en omgeving.
Luc Van Nevel is de zesde topman van Samsonite die het Oudenaardse ereburgerschap krijgt. Eerder al viel die eer te beurt aan zijn ex-collega's David Schayder in 1970, Irving J. Schayder in 1971, Louis Degen in 1972, Carlo Zezza in 1984 en Rennota Castelli in 1989. 
De stad Oudenaarde bekroonde Luc Van Nevel in 2004, ter gelegenheid van zijn pensioen, met een ereburgerschap voor zijn verdiensten, vooral op vlak van tewerkstelling in Oudenaarde en omgeving.

## Opleiding
- 1970: Licentiaat Economische Wetenschappen aan de Rijksuniversiteit Gent
- 1984: Strategische Marketing Northwestern aan de universiteit van Chicago

## Loopbaan
- Van 1970 tot 1974: Audit Manager bij Touche Ross & Co, een Amerikaanse auditfirma

### Bij Samsonite
- Van 1975 tot 1978: Assistant Controller bij Samsonite Europe N.V. in Oudenaarde
- Van 1978 tot 1981: European Controller bij Samsonite Europe N.V. in Oudenaarde
- Van 1981 tot 1984: Vice-President en European Controller bij Samsonite Europe N.V. in Oudenaarde
- Van 1984 tot 1994: President en Managing Director Samsonite Europe N.V. in Oudenaarde
- Van 1994 tot 1998: President van International Samsonite Corporation, wereldwijd
- Vanaf mei 1998 tot april 2004: President en CEO van Samsonite Corporation in Denver
- Op 17 september 1997 benoemd door Samsonite als CEO

### Overig
- Lid en voorzitter van de raad van bestuur van Elia N.V. Hij zit daar ook in het corporate-governance-comité
- Lid van de Raad van Bestuur van Picanol N.V., een weefmachinebouwer. Op 11 oktober 1994 wordt hij er benoemd als tijdelijk gedelegeerd bestuurder en voorzitter
- Lid van de Raad van Bestuur van Laundry System Group (LSG)
- Voorzitter van de Raad van Bestuur van Orbid N.V.
- In 1990 wordt hij Manager van het Jaar
- Man van het Jaar (Sectie Economie) van het Knack Magazine
- Van 1992 tot 1998 erevoorzitter van Agoria Vlaanderen
- Officier in de Kroonorde
- Neemt in 2003 de Oudenaardse Groep van Welden over. Zijn twee zonen en schoondochter worden directeur en hij wordt voorzitter van de raad van bestuur
- Wordt in 2004 ereburger van Oudenaarde
- Is Voorzitter van VLAB, de Vlaamse Federatie van Beschutte Werkplaatsen